# A Sorta Fairytale
"A Sorta Fairytale" är en låt skriven och framförd av Tori Amos på albumet Scarlet's Walk (2002). Låten var även första singel från albumet och släpptes 28 oktober 2002. Det är en av hennes populäraste låtar, och har bland annat uppnått 11:e placering på Billboard-listan Adult Pop Songs i USA.
Videon till låten är regisserad av Sanji.

## Låtlista
Låtarna skrivna av Tori Amos.
- CD-singel

1. "A Sorta Fairytale" (The 101 Mix) – 3:58
2. "Operation Peter Pan" – 1:45
3. "A Sorta Fairytale" (ursprunglig singelversion) – 3:58
4. "A Scarlet Story" – 1:50

- Amerikansk vinylsingel

1. "A Sorta Fairytale" (singelversion) – 3:58
2. "A Sorta Fairytale" (singelversion) – 3:58

- DVD

1. "A Sorta Fairytale" (video)
2. The Making of "A Sorta Fairytale" (video)
3. Biografi
4. Intervju

## Listplaceringar
| Listor (2002)              | Högsta placering |
| -------------------------- | ---------------- |
| Brittiska singellistan     | 41               |
| Nederländska singellistan  | 90               |
| Tyska singellistan         | 98               |
| USA Billboard Adult Top 40 | 11               |

## Medverkande
- Mac Aladdin – elgitarr
- Tori Amos – sång, piano, producent
- Matt Chamberlain – trummor
- Jon Evans – bas
- Mark Hawley – ljudtekniker, mixning
- Marcel van Limbeek – ljudtekniker, mixning
- Robbie McIntosh – akustisk gitarr